# Wuhan Yangtze River Football Club
Maillots
Le Wuhan Yangtze River Football Club (en chinois : 武汉长江), plus couramment abrégé en Wuhan Yangtze River, est un club défunt chinois de football fondé en 2009 et basé dans la ville de Wuhan, dans la province du Hubei. Le club était connu précédemment sous le nom de Wuhan Zall FC. Le club, détenu par le Zall Group, évoluait au Wuhan Sports Center.
Le 25 janvier 2023, le club a annoncé qu'il avait décidé de retirer sa participation à toute compétition gérée par l'Association chinoise de football, ce qui signifie que le club s'est dissous.

## Histoire

### 2009-2018: Création par le Hubei Greenery puis rachat par le groupe Zall
Le 17 février 2009, l'association de football de la province du Hubei fonde le Hubei Greenery après la dissolution du Wuhan Guanggu à cause d'un différend avec l'association chinoise de football. La nouvelle équipe est alors composée de joueurs provenant principalement du Wuhan Guanggu et des équipes de jeunes des clubs de la province. Le club évolue alors dans le troisième échelon du football chinois. Il finit ainsi deuxième du championnat pour la première saison de son histoire et est promu en seconde division chinoise.
Après que de multiples investisseurs différents aient été liés au club, le 14 décembre 2011, le Zall Group, entreprise hong-kongaise de commerce, rachète le club. Celui-ci est rebaptisé Wuhan Zall Football Club. L'identité chromatique du club devient alors le orange, couleurs du club lorsqu'il existait sous le nom de Wuhan Guanggu. Dès leur arrivée, les nouveaux propriétaires ont, après un dur début de saison, décidé de limoger le manager Jose Carlos de Oliveira. Au fil de la saison, les résultats se sont considérablement améliorés sous l'intérimaire Zheng Xiong, qui a obtenu un contrat à temps plein avant de guider Wuhan Zall à la deuxième place du championnat, permettant au club d'être promu.
Les débuts du club lors de la saison 2013 n'ont pas été un succès et après six matchs sans victoire, Zheng démissionna. L'ancien entraîneur du Shandong Luneng qui avait remporté la Super League chinoise, Ljubiša Tumbaković, a été recruté pour gérer l'équipe. Cependant, malgré son expérience dans la ligue, il n'a pas pu aider le club à éviter la relégation et il a été limogé avant la fin de la saison. Le club restera ainsi cinq saisons en deuxième division chinoise (2014, 2015, 2016, 2017, 2018).
Pour sa première saison en deuxième division, le club est proche de la remontée immédiate et finit à la troisième place. Il finira 10e en 2015 puis 6e en 2016. En janvier 2017, le club recrute l'Ivoirien Jean Évrard Kouassi, gratuitement. Ce transfert s'avèrera important dans l'histoire du club. Le club ne finira cependant qu'à la 5e place du championnat, pas suffisant pour remonter en première division.
La saison 2018 est, elle, une grande saison. Grâce au recrutement du Brésilien Rafael Silva pour 5 millions d'euros, le club va finir 1er du championnat et monter en 1re division. La nouvelle recrue a notamment marqué 23 buts en 23 matchs et est un grand artisan du premier trophée majeur de l'histoire de son équipe.

### 2019-2022: Évolution en Super League
Tenant à réaliser une grande saison pour son retour au premier échelon du football chinois, le club met beaucoup de moyens et de réalise de grands coups. Il achète notamment l'attaquant Brésilien Léo Baptistão pour 6 millions d'euros ainsi que le Camerounais Stéphane Mbia, gratuitement. Le club réalisera une étonnante et intéressante saison 2019 en finissant 6e du championnat.
La progression du club est cependant stoppée par la pandémie de coronavirus. La saison 2020 est, en effet, retardée à cause de celle-ci. Wuhan est, de plus, l'épicentre de l'épidémie et certains joueurs, effrayés, résilient leur contrat et quittent le club (par exemple Stéphane Mbia). Le club réussit cependant à recruter, de façon étonnante, le Franco-Ivoirien Eddy Gnahoré (en prêt).

## Palmarès
| Compétitions nationales |
| --- |
| - Championnat de Chine D2 (1) : - Champion : 2018. - Vice-Champion : 2012. - Championnat de Chine D3 : - Vice-Champion : 2009. |

## Entraîneurs du club
| - Li Jun (2009 - 2010) - Li Xiao (2011) - José Carlos de Oliveira (2011 - 2012) - Zheng Xiong (24 avril 2012 - 21 avril 2013) - Ljubiša Tumbaković (22 avril 2013 - 18 août 2013) - Wang Jun (19 août 2013 - 10 décembre 2013) - Dražen Besek (11 décembre 2013 - septembre 2014) | - Zheng Bin (septembre 2014 - juillet 2015) - Zheng Xiong (juillet 2015 - juin 2016) - Ciro Ferrara (juillet 2016 - 20 mars 2017) - Tang Yaodong (30 mars 2017 - 9 juillet 2017) - Chen Yang (9 juillet 2017 - 10 novembre 2017) - Li Tie (16 novembre 2017 - 1er janvier 2020) - José Manuel González López (4 janvier 2020 - 2022 ) |

## Image et identité

### Identités du club
Le club a évolué sous différents noms :
- 2009–2010: Hubei Greenery FC (湖北绿茵)
- 2011: Wuhan Zhongbo FC (武汉中博)
- 2012–2021: Wuhan Zall FC (武汉卓尔)
- 2021: Wuhan FC (武汉)
- 2022: Wuhan Yangtze FC (武汉长江)

### Logo

Différents logo du CFR Cluj
Logo avant 2021